# Ignacio Olagüe Videla
Ignacio Olagüe Videla (12 de fevereiro de 1903 - 10 de março de 1974) foi um paleontólogo e historiador espanhol.

## Biografia
Nascido em 12 de fevereiro de 1903, estudou Direito nas universidades de Valladolid e Madri. De 1924 a 1936 trabalhou no laboratório de paleontologia do Museu de Ciências Naturais de Madrid, sendo discípulo de José Royo. Pertenceu ao conselho de administração da Real Sociedade Espanhola de História Natural de Madri e participou de colóquios internacionais. Em 1929 fundou o primeiro cineclube espanhol e uma galeria de arte em Madri, junto com Ernesto Giménez Caballero. Ele era membro das Juntas Ofensivas Nacional-Sindicalistas (JONS). Ele não se autoexilou e não teve problemas, sob o franquismo, com suas teses históricas, muito pelo contrário. Desde os anos 50, ele viajou e publicou na França. Ele foi vice-presidente da Sociedade Internacional para o Estudo Comparativo das Civilizações. Escreveu A Revolução Islâmica no Ocidente (1974), onde defendeu alguns aspectos das teorias de Américo Castro.
Grande parte de sua biblioteca, com obras do século XVII, entre as quais se destacam as edições de Francisco de Quevedo, foi doada à Casa de Velázquez.

## Trabalhos
Geológico e biológico
- Vários estudos sobre a estratigrafia jurássica do norte da Espanha
- A Lei do Movimento Acelerado na Evolução (1954)

Histórico
- La Decadencia Española (1939?). O título completo é "A Decadência Espanhola. Ensayo para la rectificación de la Historia de España". Olagüe argumentou que não houve declínio espanhol até o século XIX, o que contradiz parte da narrativa franquista da nação, que é basicamente a mesma criada no século XIX. O livro foi bem recebido e, por exemplo, foi resenhado favoravelmente no ABC por Melchor Fernández Almagro (23-11-1939): "Nossa Pátria nunca deixou de contar – nem mesmo nos tempos de mais dura polêmica – defensores de sua augusta personalidade histórica: contestadores, portanto, daquela "lenda negra" que o malfadado Julián Juderías teve que denunciar em seu conhecido livro (...) No entanto, é necessário reconhecer que não foram poucos os espanhóis (...) que se dedicaram, com estranhas e doentias exgozijos, ao estudo da decadência da Espanha, anteriormente interessados em aumentá-la (...) Pois bem, Ignacio Olagüe acaba de reagir contra este tipo de literatura política através de um livro intitulado A Decadência Espanhola, em que o seu autor se define, pelo seu ardor, pelo seu vigor, pela sua amplitude de curiosidades e leituras, como um verdadeiro jovem de corpo e alma, um expoente completo de uma geração que, acima de tudo, quer acreditar e criar (...)ou o que acontece, com referência ao livro que dá origem a esta glosa, é que o autor, arrebatado por sua mais nobre explosão patriótica, chega a negar o próprio fato da decadência, sem perceber que, na ausência desse triste fato inicial (...) nossa guerra, tendo sido motivada pela queda da Espanha com risco de morte, nem faria sentido, já que tendo sido motivada pela queda da Espanha com risco de morte, exigiu um esforço de intensidade correlativa".[4][5] 
- Diario (a bordo) do navegadorJuan de la Cosa.
- La Revolución islámica en Occidente  – também intitulada e conhecida como Os Árabes Nunca Invadiram a Espanha – Foi publicada em 1969 na França sob o título "Les Arabes n'ont jamais envahi l'Espagne" e na Espanha em 1974 (ISBN 84-933871-1-8). Foi considerada sua obra mais importante e transcendente na qual ele argumenta a impossibilidade de que os árabes tenham invadido a Hispânia em 711, pois ainda não haviam dominado aquela área do norte da África e que os eventos de 711 são explicados como escaramuças de tropas aliadas do norte da África no contexto de uma guerra civil e religiosa entre facções góticas católicas (Don Rodrigo). contra os godos arianos ou de um arianismo evoluído, e contra uma população hispânica que era majoritariamente unitária (nestoriana, gnóstica, maniqueísta...), ou seja, não católica. Um tópico muito controverso e controverso.

Literatura
- El pecado original (comedia, 1953)
- El Demonio y las yemas de San Leandro (romance)
- Martín Alegret, el organero (romance)
- Teresa Cabarrús
- La tragedia del torero

## Controvérsia historiográfica
Um grupo de críticos especializados documentou várias teses sobre a invalidade na historiografia atual da hipótese de Olagüe em A Revolução Islâmica no Ocidente.  Já em 1974, Pierre Guichard apontou o paradoxo de negar a conquista árabe e, ao mesmo tempo, afirmar a "orientalização". Mais tarde, Emilio González Ferrín, arabista da Universidade de Sevilha, em sua obra Historia General de al-Andalus, ele continua, no entanto, a linha de Olagüe e considera que seu trabalho foi subestimado por razões políticas e porque ele não é um acadêmico. No entanto, ele afirma que é uma obra que "para quem a lê é bastante difícil de refutar" e ressalta que "Olagüe... expõe algo muito importante: que as aparentes revoluções da história são evoluções. Luis Molina observa, por sua vez, que a obra de Ferrín não pretende ser historiográfica, mas paródica.
Em 2008, a arabista Maribel Fierro, professora pesquisadora do Instituto de Filologia do CSIC, insistiu na influência do perfil ideológico de Olagüe, ligado às origens do fascismo na Espanha, como um aspecto que influencia a controvérsia historiográfica.
Por sua vez, o historiador Eduardo Manzano Moreno escreve e considera que "o mais surpreendente da tese de Olagüe não é o quão rebuscada e absurda ela é. Teorias históricas absurdas e bizarras produzidas por amadores, publicitários ou mesmo historiadores acadêmicos que chegam a dezenas ou centenas. Normalmente, eles tendem a ser esquecidos tão rapidamente quanto causam uma certa agitação inicial. Por outro lado, a ideia de que os muçulmanos não invadiram realmente a Hispânia, embora não tenha despertado muito eco na época, parece estar recebendo atenção renovada nos últimos tempos. Sua disseminação e discussão em certos fóruns da Internet contribuíram em parte para isso, onde é bem conhecida a preferência que alguns de seus cultivadores manifestam por tudo o que tem a ver com teorias da conspiração, bem como por qualquer coisa que questione o conhecimento adquirido.

Em 2014, Alejandro García Sanjuánpublicou uma extensa crítica das teses de Olagüe sobre a conquista muçulmana, analisando a manipulação do período muçulmano da Península Ibérica através de uma "corrente negacionista, que procura dissociar a origem de al-Andalus da conquista e representa", segundo o autor, "uma fraude historiográfica executada sobre a manipulação, em alguns casos, e a evitação, noutros, de testemunhos históricos".